# Винников, Николай Георгиевич
Николай Георгиевич Ви́нников (1909 — после 2004) — советский писатель и драматург, член Союза писателей СССР.

## Биография
Родился 30 ноября (13 декабря) 1909 года. Работал смазчиком и кочегаром, был селькором. В 1929 году начал работать в газете. В 1938 году вышел его первый сборник рассказов. В дальнейшем писал пьесы, которые ставились в ведущих театрах Москвы и Ленинграда.

## Творчество
- 1949 — «Степь широкая»
- 1950 — «Чаша радости»
- 1953 — «В девятом „А“»
- 1954 — «Саду цвесть»
- 1956 — «Когда цветёт акация…»
- 1959 — Пьесы